# 水原氏
水原氏（すいばらし）は越後国の氏族である。
水原氏は揚北衆で、安田氏や柿崎氏と同族。戦国時代水原満家は新発田重家の乱で戦死し、水原氏は断絶した。上杉景勝が名跡を惜しみ大関親憲に水原氏を継がせることとし、親憲は水原親憲と名を改めた。親憲は大坂冬の陣で戦功があり、徳川秀忠から感状を受け取ったが、その宛名が杉原となっていたため改姓したという。p84
主な水原氏一族
- 水原満家
- 水原親憲
- 水原親清

また紀伊国の豪族に水原吉一(みずはらよしかず)がおり、豊臣秀吉、秀頼に仕えた。